# Circle Takes the Square
Circle Takes the Square (también abreviado como CTTS) es una banda experimental de Savannah, Georgia, USA. 

## Información
A finales de abril del 2007, Caleb Collins (de la banda canadiense Mare del sello Hydra Head Records) anuncio en su MySpace que actualmente se encuentran trabajando para dejarlo como baterista de la banda. La banda completo un tour de 2 semanas por el noreste de los Estados Unidos con Caleb en la batería. 
El estilo de la banda se caracteriza por los fuertes gritos de las dos voces masculinas y femenina que a menudo funcionan como una respuesta a la batería, acompañado por un intenso y trabajado sonido del bajo y la guitarra. Sus canciones tienen diversas estructuras (desde la meditación, hasta coros en los inicios) que han ayudado a formar un sonido único.
Su lanzamiento debut fue un EP de 7 canciones, lanzado en el 2001, seguido más tarde por un split de 7 canciones junto a la banda pg. 99. Dos ediciones distintas fueron lanzadas de este álbum. El primero fue un muy claro con el vinilo negro. El segundo tiene un amarillo claro junto al vinilo negro. En el 2004 la banda lanzó As the Roots Undo, bajo el sello Robotic Empire que lanzó el CD y también bajo "HyperRealist Records" que lanzó una edición limitada del álbum, que contaba con 500 copias, hechas con un vinilo de mármol verde y numerado a mano.

### Estilo de vida
La banda es conocida por el estilo vegetariano que mantienen todos sus integrantes. En una actualización en su página web el 25 de abril de 2006, la banda dejó el siguiente mensaje: "Nos han propuesto en el concurso de los vegetarianos más sexys del 2006 en peta2.com. Como ustedes saben nosotros somos muy muy sexys vegetarianos/veganos/crudívoros".

## Miembros
- Drew Speziale - Voz, Guitarra
- Kathy Coppola - Voz, Bajo
- David Rabitor - Guitarra, voz de fondo
- Caleb Collins - Batería

### Exmiembros
- Jay Wynne - Batería (2000 - 2005)
- Bobby Scandiffio - Guitarra (2004 - 2006)
- Josh Ortega - Batería (2006)
- Collin Kelley - Guitarra (2000 - 2002)
- Robbie Rose - Voz (Comienzo 2000)

## Discografía
- Self-Titled EP (2001 / Lanzamiento propio y HyperRealist Records)
- Document # 13: Pyramids in Cloth 7" w/pg.99 (agosto de 2002 / Perpetual Motion Machine)
- As the Roots Undo (6 de enero de 2004/ Robotic Empire & HyperRealist Records)

### Colaboraciones
- "Building Records Presents 60 Songs" (noviembre de 2003/Building Records). Lanzamiento Australiano de CD doble, presenta bandas de los sellos Building, Robotic Empire, Level Plane, Deplorable y Lovitt. La canción utilizada es "Crowquill" que aparece como la pista N.º 3 en el CD 2.

- "Robotic Empire Sampler #2" (primavera, 2004/Robotic Empire). La canción utilizada es "Non-Objective Portrait of Karma" que aparece como la pista N.º 4.

- 65daysofstatic - The Destruction of Small Ideas (abril de 2007/Monotreme) - Kathy y Drew cantan en la pista Nº12, "The Conspiracy of Seeds".